# Лучич, Желько
Же́лько Лу́чич (серб. Жељко Лучић, род. 24 февраля 1968, Зренянин, Сербия) — оперный певец, баритон. Профессиональную карьеру начал в 1993 году. Известен в основном как исполнитель партий в операх Верди, так называемый «вердиевский баритон». Один из самых ярких оперных певцов в мире.

## Биография
Лучич родился в семье рабочих, в юности работал железнодорожным диспетчером. Пел в любительском хоре «Иосиф Маринкович» под управлением Слободана Бурсача, который посоветовал ему учиться пению и начать сольную карьеру. Лучич окончил среднюю музыкальную школу, затем учился в Музыкальной академии в Белграде у Доротеи Спасич, а затем у знаменитой оперной певицы Бисерки Цвеич в Музыкальной академии в Нови-Саде. Менее чем через два года обучения у Цвеич, Желько Лучич был приглашён в Сербский национальный театр в Нови-Саде. В 1995 году завоевал первый приз на международном музыкальном конкурсе в Бечей, а в 1997 — первый приз Международного конкурса Франсиско Виньяса в Барселоне. В 1998 году прошёл прослушивание и поступил во Франкфуртскую оперу.

## Карьера
Профессиональный оперный дебют Лучича состоялся в Сербском национальном театре в Нови-Саде, в партии Сильвио в опере Леонкавалло «Паяцы». Вскоре в этом же театре он выступил в роли Белькоре в «Любовном напитке» Доницетти, Энрико в «Лючии ди Ламмермур» Доницетти, Жермона в «Травиате» Верди, Лионеля в «Орлеанской деве» Чайковского, Валентина в «Фаусте» Гуно и в заглавной партии в «Евгении Онегине».
Во Франкфуртской опере в качестве штатного артиста Лучич пел с 1998 по 2008 годы. Здесь он исполнял широкий репертуар, но особого признания добился как вердиевский баритон. Среди его партий в операх Верди были Амонасро («Аида»), Граф ди Луна («Трубадур»), Эцио («Аттила»), Жермон, Гюи де Монфор («Сицилийская вечерня»), Ренато («Бал-маскарад»). Среди других ролей — Герцог Ноттингемский («Роберто Деверё» Доницетти), Граф Альмавива («Свадьба Фигаро» Моцарта), Евгений Онегин, Леско («Манон Леско» Пуччини), Марсель («Богема» Пуччини), Мишонне («Адриана Лекуврёр» Чилеа), Иван-королевич («Кащей Бессмертный» Н. А. Римского-Корсакова), Шарплес («Мадам Баттерфляй» Пуччини) и Симон («Притворная простушка» Моцарта).
В качестве приглашённого артиста Лучич выступал во многих крупнейших оперных театрах мира. В Нидерландской опере он дебютировал в 2002 году с партиями Гюи де Монфора и Марселя. Во время первого выступления на фестивале в Экс-ан-Провансе в 2003 году он пел Жермона, и в том же году дебютировал в Театро Коммунале во Флоренции в роли Графа ди Луна.
В 2006 году Лучич впервые выступил в Метрополитен-опера в партии Барнабы в опере Понкьелли «Джоконда» с Виолетой Урманой в заглавной роли. Впоследствии Лучич исполнил в Метрополитен-опера партии Жермона, Мишеля в опере «Плащ» Пуччини, Графа ди Луна, а также заглавные роли в «Макбете» и «Риголетто» Верди, в 2015 году выступил в роли Яго в постановке «Отелло».
Желько Лучич участвовал в ноябре 2016 в торжественном концерте, посвящённом 90-летию со дня рождения Галины Вишневской и исполнил на исторической сцене Большого:
- сцену смерти Родриго «O! Carlo, ascolta…» из оперы «Дон Карлос»;
- дуэт Дона Карлоса и Родриго «E lui! Desso! L’Infante!» из оперы «Дон Карлос» с Фабио Сартори;
- дуэт Абигайль и Набукко «Chi parlare ardisce» из оперы «Набукко» с Марией Гулегиной.

## Награды
- Золотая медаль «За заслуги» (2023, Сербия)[7]